# District Line
District Line es una línea perteneciente al Metro de Londres, la cual aparece de color verde en los mapas. Es una línea bajo superficie, es decir, de poca profundidad, especialmente en la zona central, ya que la técnica utilizada fue la de muros pantalla.

## Historia
La historia de esta línea es muy larga. Inicialmente fue construida por la Metropolitan District Railway en 1868; en años sucesivos se abrieron diferentes secciones hasta 1905. Posteriormente, el magnate Charles Yerkes compró la compañía para aglutinarla en su grupo de transporte, hasta que pasó a manos públicas en la década de 1930.
La línea contaba con ramales hacia Uxbridge y Hounslow West, los cuales actualmente son operados por la línea Piccadilly. En la zona este, la línea llegó a alcanzar la ciudad de Southend en Essex desde el 1 de junio de 1910, y Shoeburyness desde 1911. Estos servicios cesaron el 30 de septiembre de 1939. Entre el 1 de marzo de 1883 y el 30 de septiembre de 1885 la línea unió las estaciones de Ealing Broadway y Windsor.
Una peculiaridad de esta línea es que es posible de ver el Río Támesis de sus trenes, porque la línea es la única en Londres de atravesar el río por puente ferroviario.

## Trenes
S7 Stock en la District Line
Los S7 Stock son trenes de pasajeros que forman parte de la flota S Stock del metro de Londres. Fueron introducidos para reemplazar los antiguos modelos D78 Stock, y actualmente operan en las líneas District, Circle y Hammersmith & City.
Características técnicas
- Fabricante: Bombardier Transportation (Derby, Inglaterra)
- Familia: Movia
- Cantidad de coches: 7 por tren
- Longitud total: 117.45 metros
- Capacidad: Aproximadamente 1.209 pasajeros (todos con asientos longitudinales)
- Velocidad máxima: 100 km/h
- Sistema eléctrico: 750 V DC (cuarta vía)
- Frenado regenerativo: Devuelve hasta un 20% de la energía al sistema
- Accesibilidad: Piso bajo, espacios para sillas de ruedas, puertas amplias
Tecnología y seguridad
- Control automático: Integrados al sistema CBTC (Communications-Based Train Control)
- Pantallas LED: Indicadores de destino y línea, tanto internos como externos
- Anuncios automatizados: Voz digital para información de estaciones y seguridad
- CCTV: Cámaras en todos los coches, visibles para el conductor
- Pasillos abiertos: Conexión entre coches para facilitar el movimiento de pasajeros
Historia y reemplazo
- Inicio de servicio en la District Line: Septiembre de 2013
- Reemplazo completo del D78 Stock: Abril de 2017
- Motivo del cambio: Mayor eficiencia energética, accesibilidad, capacidad y confiabilidad
Operación en la District Line
Los S7 Stock operan en toda la extensión de la District Line, desde Upminster en el este hasta Ealing Broadway, Richmond y Wimbledon en el oeste. Gracias a su diseño moderno, permiten una operación más frecuente y cómoda, especialmente en horas pico.

## Estaciones
En orden oeste-este.

### Ramal Richmond
- Richmond

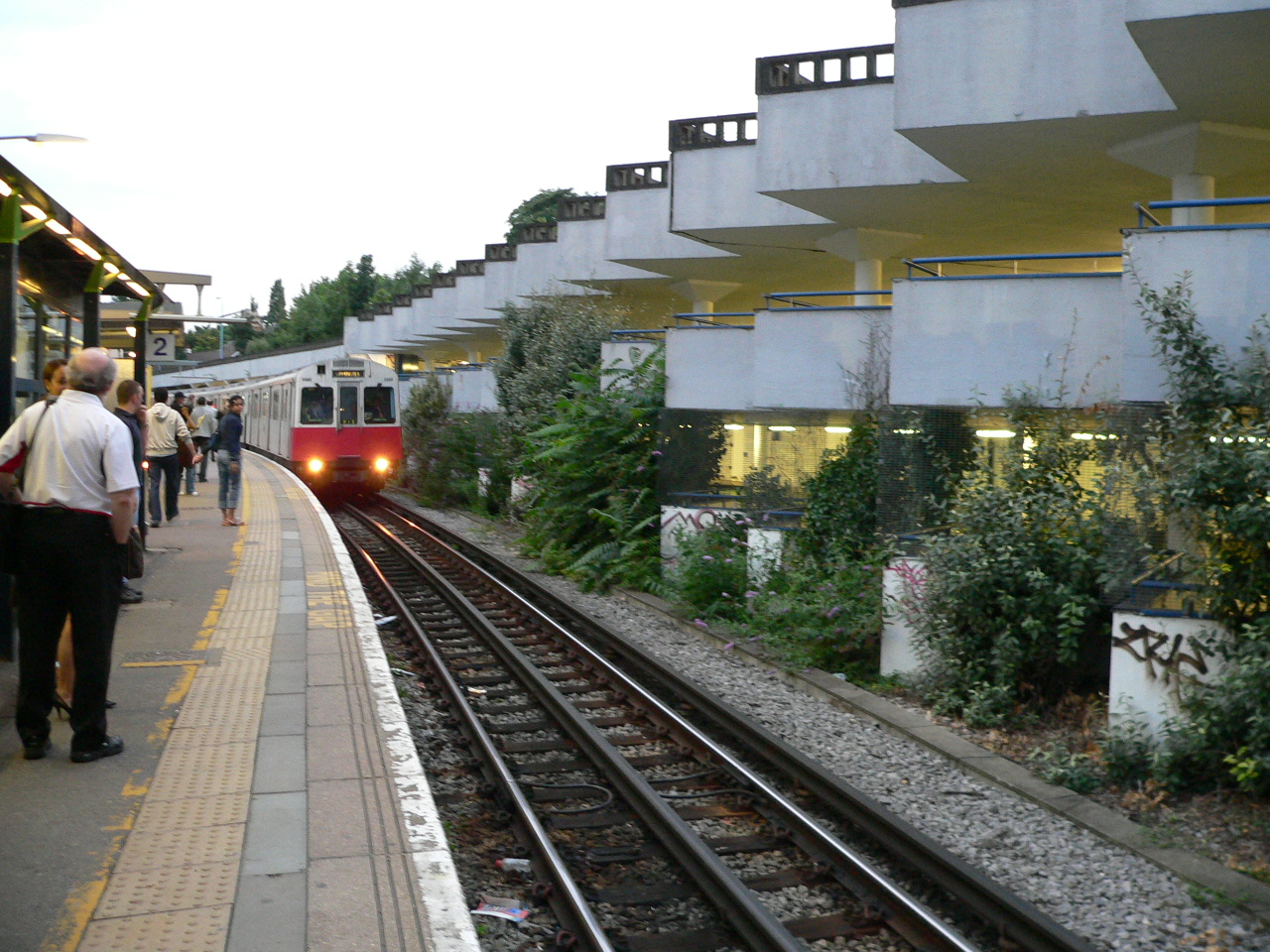
Estación de Gunnersbury en el ramal Richmond.

- Real Jardín Botánico de Kew
- Gunnersbury

### Ramal Ealing
- Ealing Broadway
- Ealing Common
- Acton Town

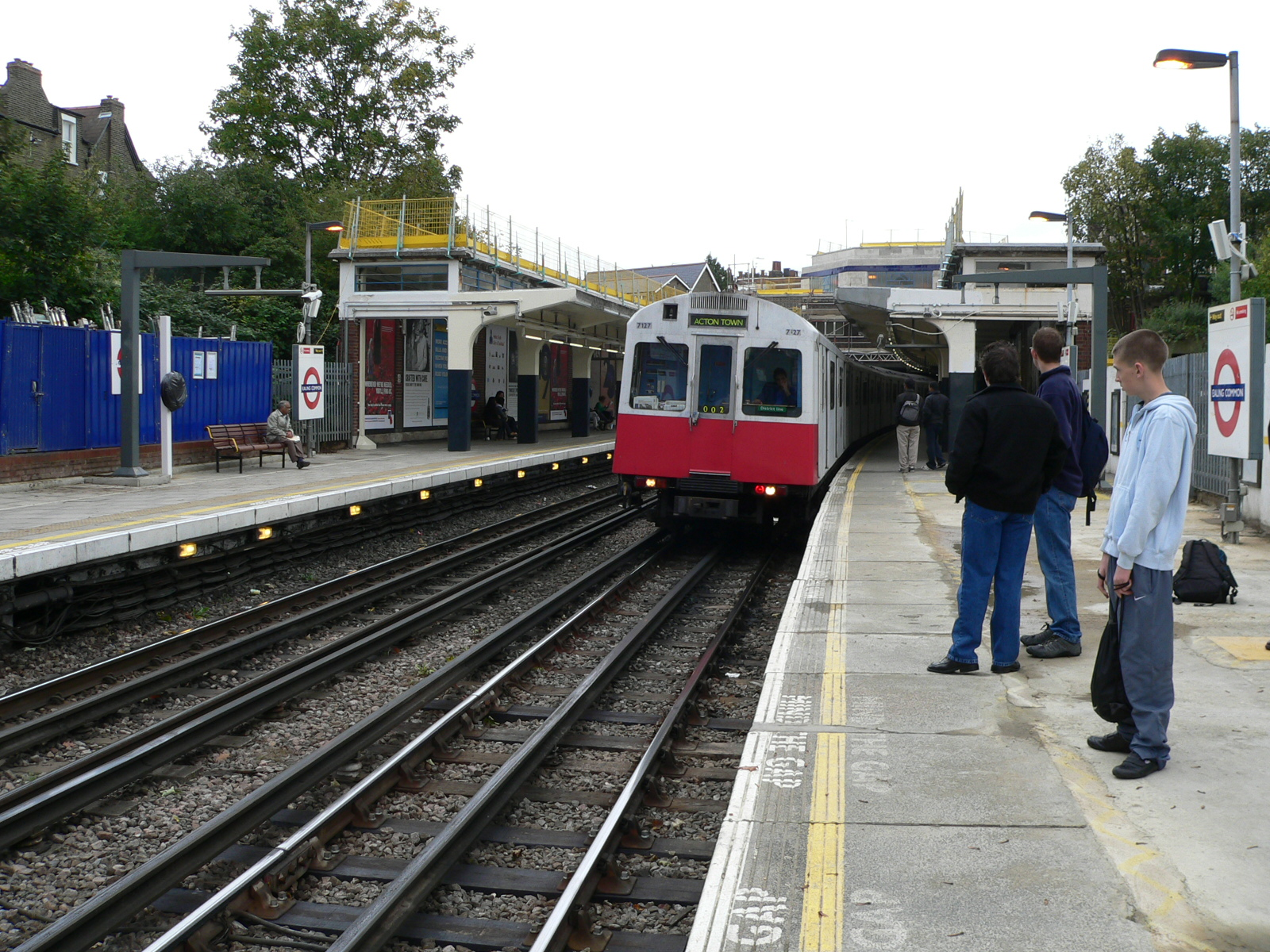
Ealing Common es la única estación donde las líneas District y Piccadilly utilizan los mismos andenes.

- South Acton (estación en un ramal, actualmente cerrada)
- Chiswick Park

Los ramales Richmond y Ealing se unen al oeste de Turnham Green.
- Turnham Green
- Stamford Brook
- Ravenscourt Park
- Hammersmith
- Barons Court
- West Kensington

### Ramal Wimbledon

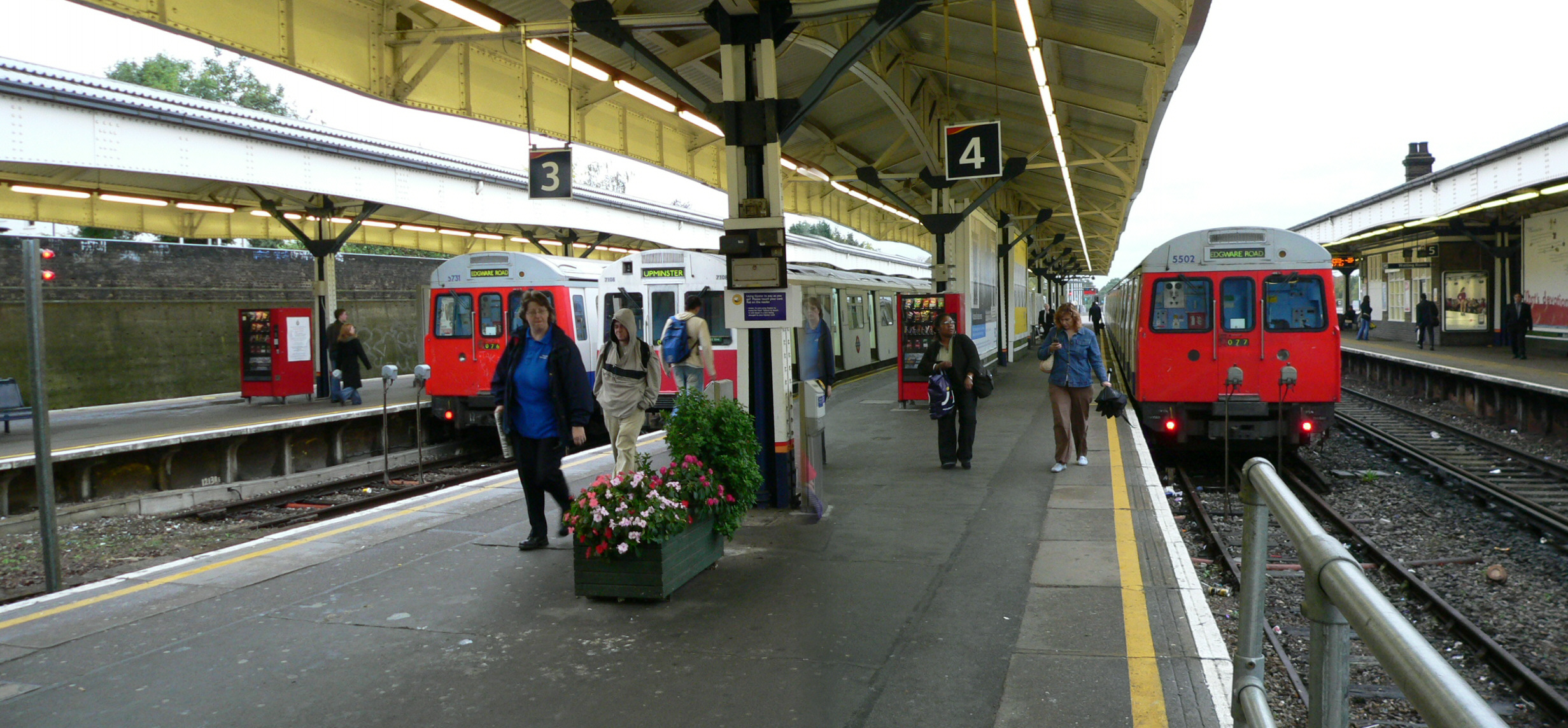
Andenes de la línea District en la estación Wimbledon.

- Wimbledon
- Wimbledon Park
- Southfields
- East Putney
- Putney Bridge
- Parsons Green
- Fulham Broadway
- West Brompton

### Ramal Kensington (Olympia)
- Kensington (Olympia)

El ramal Kensington (Olympia) se une a la línea principal al oeste de Earl's Court; los trenes que proceden de este ramal generalmente se dirigen a High Street Kensington.
El ramal Wimbledon se une a la línea principal al oeste de Earl's Court.

### Tramo principal
- Earl's Court
- Gloucester Road
- South Kensington
- Sloane Square
- Victoria Station
- St. James's Park
- Westminster

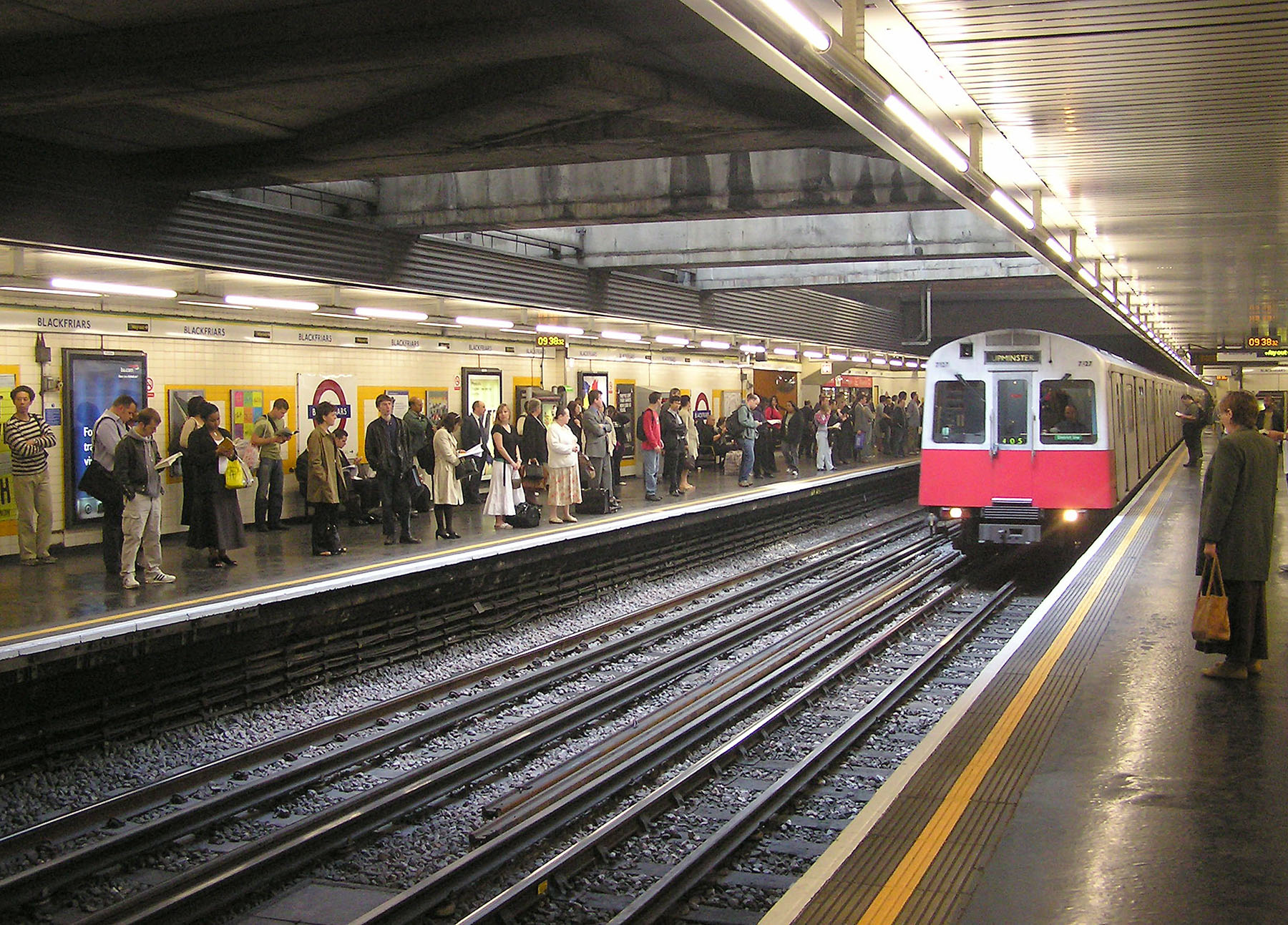
Andenes de la estación de Blackfriars

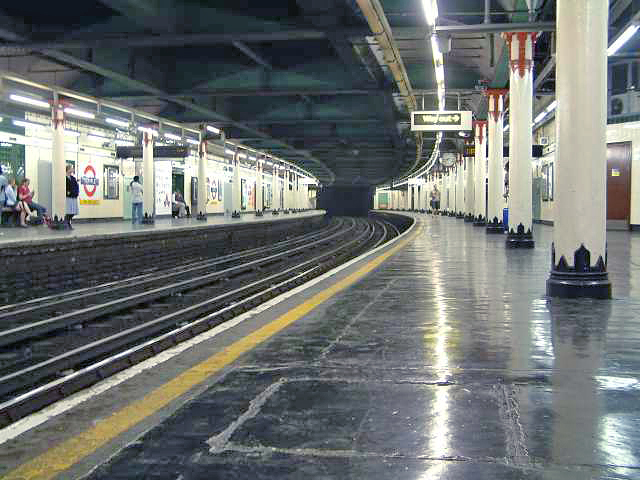
Temple, una estación típica de la línea District construida por muros pantalla.

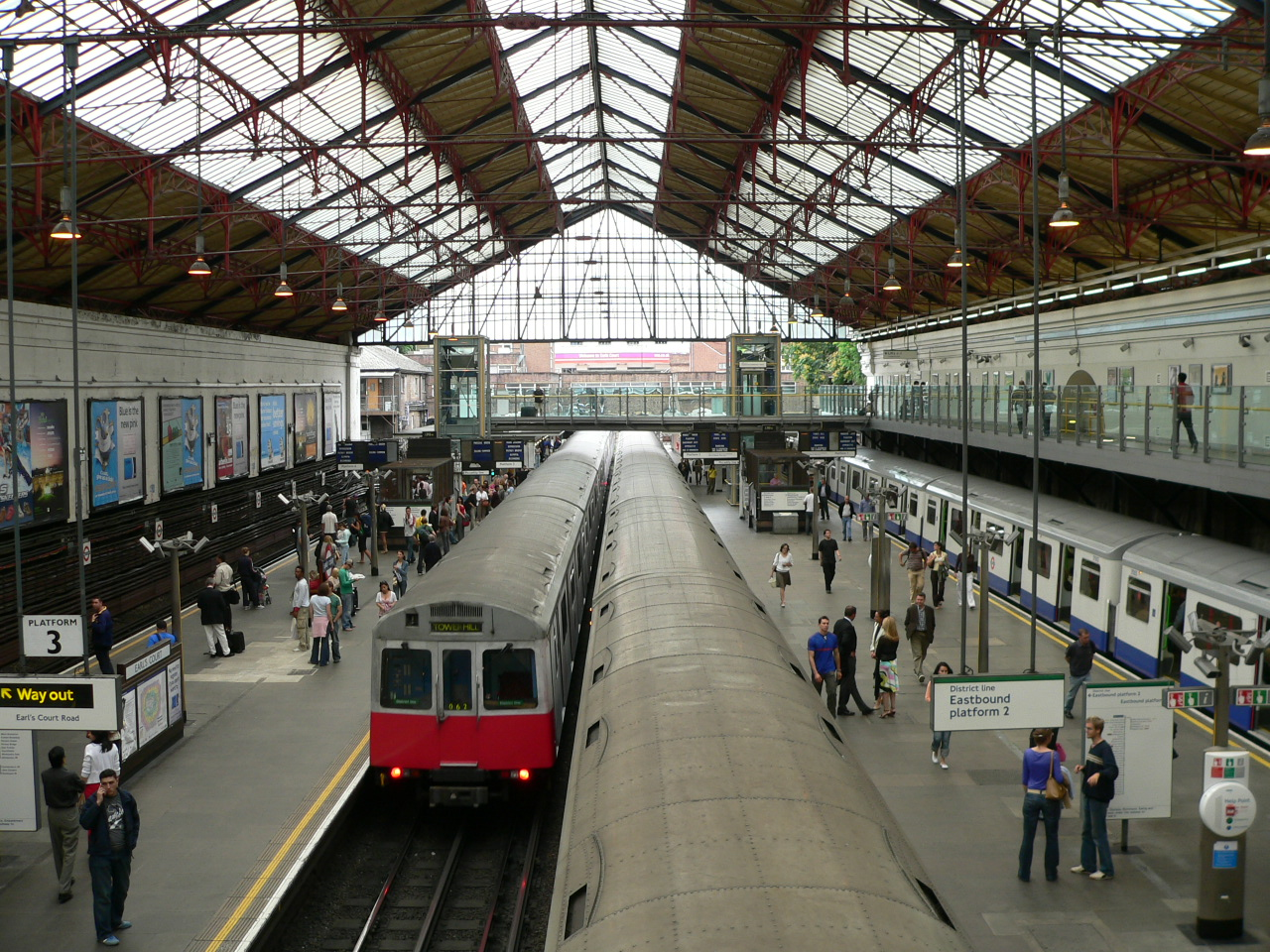
La estación de Earl's Court es el centro de la línea District.

- Embankment (a poca distancia a pie de la estación de ferrocarril de Charing Cross)
- Temple
- Blackfriars
- Mansion House
- Cannon Street
- Monument
- Mark Lane (cerrada)
- Tower Hill (a poca distancia a pie de la estación de ferrocarril de Fenchurch Street y de la estación Tower Gateway de la Docklands Light Railway)
- Tower of London (cerrada)
- Aldgate East
- St. Mary's (cerrada)
- Whitechapel
- Stepney Green
- Mile End
- Bow Road (a poca distancia a pie de la estación Bow Church de la Docklands Light Railway)
- Bromley-by-Bow
- West Ham
- Plaistow
- Upton Park
- East Ham
- Barking
- Upney
- Becontree
- Dagenham Heathway
- Dagenham East
- Elm Park
- Hornchurch
- Upminster Bridge
- Upminster

### Ramal Edgware Road

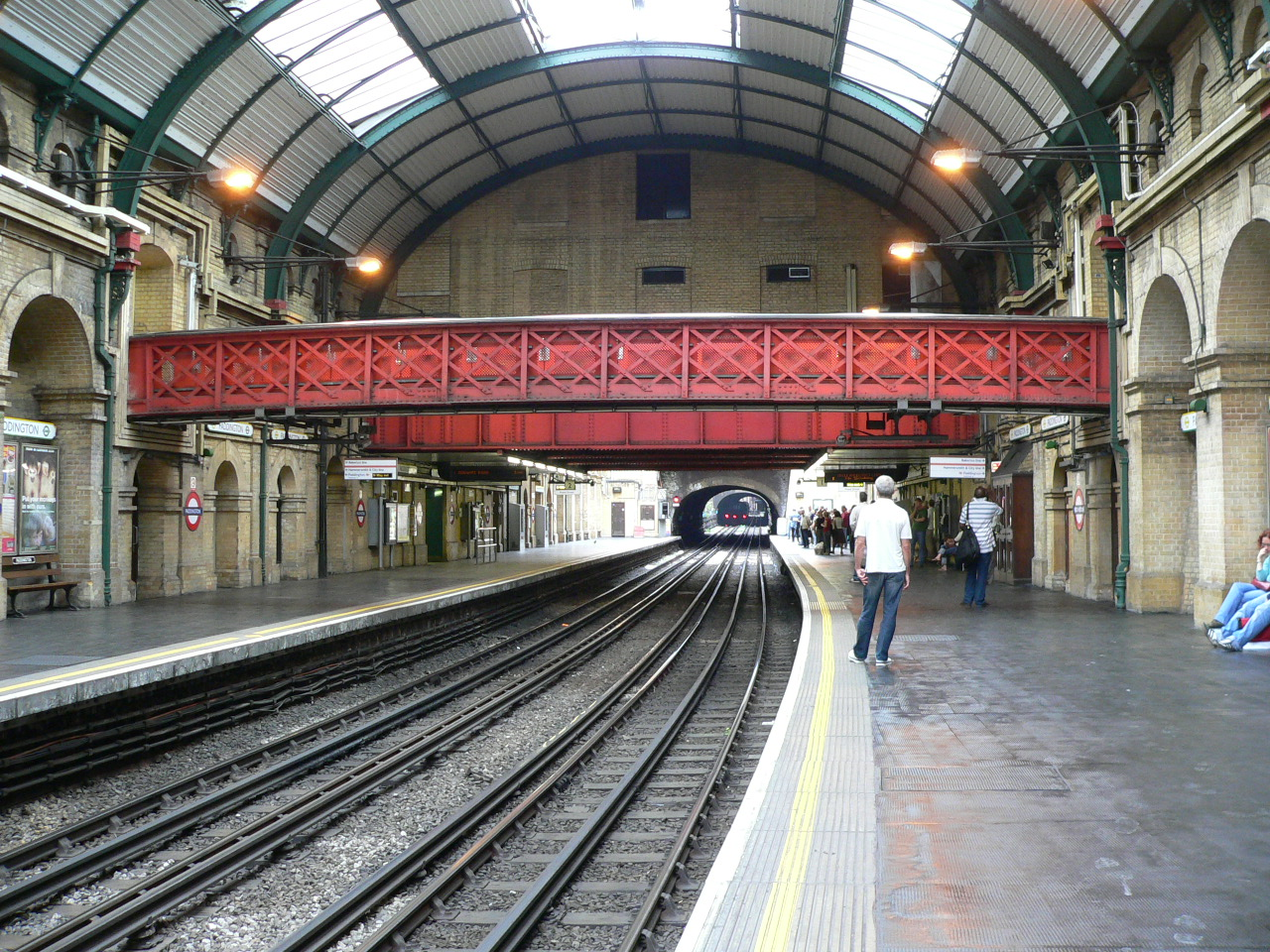
Andenes de las líneas District y Circle en la estación de Paddington, en el ramal Edgware Road.

El ramal Edgware Road se separa de la línea principal al este de Earl's Court.
- High Street Kensington
- Notting Hill Gate
- Bayswater
- Paddington
- Edgware Road

## Frecuencia del servicio
La frecuencia actual de la línea, fuera de las horas punta, es:
- 6 tph: Ealing Broadway - Tower Hill.
- 6 tph: Richmond - Upminster.
- 6 tph: Wimbledon - Upminster.
- 6 tph: Wimbledon - Edgware Road.
- 4 tph: Kensington (Olympia) - High Street Kensington. (Este servicio sólo está activo los fines de semana, días de festivo públicos y, a veces, en algunos eventos celebrados en el complejo Olympia).

(tph: trenes por hora).

## Intercambio entre redes
La compañía ferroviaria c2c también sirve a Upminster, Barking, West Ham y Fenchurch Street (desde Tower Hill). Los tickets son válidos entre las dos compañías (Metro y c2c) por medio de las tarjetas Oyster, aceptadas en esta sección de la línea c2c.